# Abdelmalek Merabet
Abdelmalek Merabet, né le 7 décembre 2000, est un lutteur algérien pratiquant la lutte gréco-romaine.

## Carrière
Abdelmalek Merabet est médaillé de bronze dans la catégorie des moins de 67 kg aux Jeux africains de 2019 à Rabat.
Finaliste du tournoi de qualification Afrique-Océanie à Hammamet, il se qualifie pour les Jeux olympiques de Tokyo.
Il est médaillé d'or dans la catégorie des moins de 72 kg aux Championnats d'Afrique de lutte 2023 à Hammamet et médaillé d'argent dans la même catégorie aux Championnats d'Afrique de lutte 2024 à Alexandrie ainsi qu'aux Championnats d'Afrique de lutte 2025 à Casablanca.